# Richard Dalton
Richard Dalton, född den 27 augusti 1979 i Cork, Irland, är en kanadensisk kanotist.
Han tog bland annat VM-brons i C-1 1000 meter i samband med sprintvärldsmästerskapen i kanotsport 2005 i Zagreb.